# Квазиньютоновские методы
Квазиньютоновские методы — методы оптимизации, основанные на накоплении информации о кривизне целевой функции по наблюдениям за изменением градиента, чем принципиально отличаются от ньютоновских методов. Класс квазиньютоновских методов исключает явное формирование матрицы Гессе, заменяя её некоторым приближением.

## Описание
Разложим градиент {\displaystyle {\vec {g}}({\vec {x}}_{k})} исходной функции в ряд Тейлора в окрестности точки очередного приближения {\displaystyle {\vec {x}}_{k}} по степеням следующего шага алгоритма {\displaystyle {\vec {s}}_{k}}:
{\displaystyle {\vec {g}}({\vec {x}}_{k}+{\vec {s}}_{k})\approx {\vec {g}}({\vec {x}}_{k})+G({\vec {x}}_{k}){\vec {s}}_{k}}
Тогда оценка матрицы Гессе {\displaystyle B_{k+1}} должна удовлетворять равенству:
{\displaystyle B_{k+1}{\vec {s}}_{k}={\vec {y}}_{k}},
где {\displaystyle {\vec {y}}_{k}={\vec {g}}({\vec {x}}_{k}+{\vec {s}}_{k})-{\vec {g}}({\vec {x}}_{k})}
это условие называют квазиньютоновским.
На каждой итерации с помощью {\displaystyle B_{k}} определяется следующее направление поиска {\displaystyle {\vec {p}}_{k}}, и матрица {\displaystyle B} обновляется с учётом вновь полученной информации о кривизне:
{\displaystyle B_{k}{\vec {p}}_{k}=-{\vec {g}}({\vec {x}}_{k})}
{\displaystyle B_{k+1}=B_{k}+U_{k}},
где {\displaystyle U_{k}} — матрица, характеризующая поправку, вносимую на очередном шаге.
В качестве начального приближения {\displaystyle B_{0}} кладут единичную матрицу, таким образом первое направление {\displaystyle {\vec {p}}_{0}} будет в точности совпадать с направлением наискорейшего спуска.

### Поправка единичного ранга
Один шаг алгоритма даёт информацию о кривизне вдоль одного направления, поэтому ранг матрицы {\displaystyle U_{k}} полагают малым, и даже единичным:
{\displaystyle B_{k+1}=B_{k}+{\vec {u}}{\vec {v}}^{T}}
где {\displaystyle {\vec {u}}} и {\displaystyle {\vec {v}}} некоторые вектора.
Тогда, квазиньютоновское условие примет вид:
{\displaystyle (B_{k}+{\vec {u}}{\vec {v}}^{T}){\vec {s}}_{k}={\vec {y}}_{k}}
{\displaystyle {\vec {u}}({\vec {v}}^{T}{\vec {s}}_{k})={\vec {y}}_{k}-B_{k}{\vec {s}}_{k}}
Полагая, что предыдущая матрица {\displaystyle B_{k}} на очередном шаге квазиньютоновскому условию не удовлетворяет (т.е. разность в правой части не равна нулю), и что вектор {\displaystyle {\vec {v}}} не ортогонален {\displaystyle {\vec {s}}_{k}}, получают выражение для {\displaystyle {\vec {u}}} и {\displaystyle B_{k+1}}:
{\displaystyle {\vec {u}}={\frac {1}{{\vec {v}}^{T}{\vec {s}}_{k}}}({\vec {y}}_{k}-B_{k}{\vec {s}}_{k})}
{\displaystyle B_{k+1}=B_{k}+{\frac {1}{{\vec {v}}^{T}{\vec {s}}_{k}}}({\vec {y}}_{k}-B_{k}{\vec {s}}_{k}){\vec {v}}^{T}}
Из соображений симметричности матрицы Гессе, вектор {\displaystyle {\vec {v}}} берут коллинеарным {\displaystyle {\vec {u}}}:
{\displaystyle B_{k+1}=B_{k}+{\frac {1}{({\vec {y}}_{k}-B_{k}{\vec {s}}_{k})^{T}{\vec {s}}_{k}}}({\vec {y}}_{k}-B_{k}{\vec {s}}_{k})({\vec {y}}_{k}-B_{k}{\vec {s}}_{k})^{T}}
Полученное уравнение называется симметричной формулой ранга один.

### Поправки ранга два
Один из способов конструирования поправок ранга два заключается в построении сходящейся последовательности матриц {\displaystyle B^{(j)}}. В качестве начального значения {\displaystyle B^{(0)}} берут {\displaystyle B_{k}}, {\displaystyle B^{(1)}} вычисляют по формуле:
{\displaystyle B^{(1)}=B^{(0)}+{\frac {1}{{\vec {v}}^{T}{\vec {s}}_{k}}}({\vec {y}}_{k}-B^{(0)}{\vec {s}}_{k}){\vec {v}}^{T}}
После чего её симметризуют:
{\displaystyle B^{(2)}={\frac {B^{(1)}+B^{(1)T}}{2}}}
Однако полученная матрица больше не удовлетворяет квазиньютоновскому условию. Чтобы это исправить, процедуру повторяют. В результате на {\displaystyle j}-м шаге:
{\displaystyle B^{(2j+1)}=B^{(2j)}+{\frac {1}{{\vec {v}}^{T}{\vec {s}}_{k}}}({\vec {y}}_{k}-B^{(2j)}{\vec {s}}_{k}){\vec {v}}^{T}}
{\displaystyle B^{(2j+2)}={\frac {B^{(2j+1)}+B^{(2j+1)T}}{2}}}
Предел этой последовательности равен:
{\displaystyle B_{k+1}=B_{k}+{\frac {1}{{\vec {v}}^{T}{\vec {s}}_{k}}}[({\vec {y}}_{k}-B_{k}{\vec {s}}_{k}){\vec {v}}^{T}+{\vec {v}}({\vec {y}}_{k}-B_{k}{\vec {s}}_{k})^{T}]-{\frac {({\vec {y}}_{k}-B_{k}{\vec {s}}_{k})^{T}{\vec {s}}_{k}}{({\vec {v}}^{T}{\vec {s}}_{k})^{2}}}{\vec {v}}{\vec {v}}^{T}}
При выборе различных {\displaystyle {\vec {v}}} (не ортогональных {\displaystyle {\vec {s}}_{k}}) получаются различные формулы пересчёта матрицы {\displaystyle B}:
- {\displaystyle {\vec {v}}={\vec {y}}_{k}-B_{k}{\vec {s}}_{k}} приводит к симметричной формуле ранга один;
- {\displaystyle {\vec {v}}={\vec {s}}_{k}} приводит к симметричной формуле Пауэлла — Бройдена (PSB);
- {\displaystyle {\vec {v}}={\vec {y}}_{k}} приводит к симметричной формуле Девидона — Флетчера — Пауэлла (DFP):

{\displaystyle B_{k+1}=B_{k}-{\frac {1}{{\vec {s}}_{k}^{T}B_{k}{\vec {s}}_{k}}}B_{k}{\vec {s}}_{k}{\vec {s}}_{k}^{T}B_{k}^{T}+{\frac {1}{{\vec {y}}_{k}^{T}{\vec {s}}_{k}}}{\vec {y}}_{k}{\vec {y}}_{k}^{T}+({\vec {s}}_{k}^{T}B_{k}{\vec {s}}_{k}){\vec {\omega }}_{k}{\vec {\omega }}_{k}^{T}},
где {\displaystyle {\vec {\omega }}_{k}={\frac {1}{{\vec {y}}_{k}^{T}{\vec {s}}_{k}}}{\vec {y}}_{k}-{\frac {1}{{\vec {s}}_{k}^{T}B_{k}{\vec {s}}_{k}}}B_{k}{\vec {s}}_{k}}
Нетрудно проверить, что {\displaystyle {\vec {\omega }}_{k}} ортогонален {\displaystyle {\vec {s}}_{k}}. Таким образом добавление слагаемого {\displaystyle {\vec {\omega }}_{k}{\vec {\omega }}_{k}^{T}} не нарушит ни квазиньютоновского условия, ни условия симметричности. Поэтому проводился ряд теоретических исследований, подвергавших последнее слагаемое масштабированию на предмет получения наилучшего приближения. В результате была принята точка зрения, что наилучшим вариантом является отвечающий полному отсутствию последнего слагаемого. Этот вариант пересчёта известен под именем формулы Бройдена — Флетчера — Гольдфарба — Шанно (BFGS):
{\displaystyle B_{k+1}=B_{k}-{\frac {1}{{\vec {s}}_{k}^{T}B_{k}{\vec {s}}_{k}}}B_{k}{\vec {s}}_{k}{\vec {s}}_{k}^{T}B_{k}^{T}+{\frac {1}{{\vec {y}}_{k}^{T}{\vec {s}}_{k}}}{\vec {y}}_{k}{\vec {y}}_{k}^{T}}